# Stevie Lyle
Stevie Lyle (* 4. prosince 1979) je velšský lední hokejista. Narodil se v Cardiffu a již jako teenager hrál za místní klub Cardiff Devils. Roku 1997 krátce působil v Plymouth Whalers, ale zanedlouho se vrátil zpět do Cardiffu. Roku 2001 přešel k Manchester Storm, avšak následujícího roku se opět vrátil do Cardiffu. Později hrál například s Guildford Flames, Sheffield Steelers, Bracknell Bees a Basingstoke Bison. Později působil v Belfast Giants a roku 2009 opět nastoupil do Cardiff Devils.